# Richmond (Kansas)
Richmond è un comune degli Stati Uniti d'America, situato nello Stato del Kansas, nella contea di Franklin.